# Oh Yoon-kyung
Oh Yoon-kyung (6 de agosto de 1941) - é um ex-jogador de futebol norte-coreano, que atuava como defensor

## Carreora
Oh Yoon-kyung fez parte do histórico elenco da Seleção Norte-Coreana de Futebol, na Copa do Mundo de 1966.